# José Bonet y Arnau
José Bonet y Arnau (Benicarló, ?-Gandía, 16 de enero de 1924) fue un periodista y escritor español.

## Biografía
Nació en Benicarló, hijo de Domingo Bonet Marzal. En su juventud, marchó a Madrid para dedicarse a las artes gráficas. Según la Revista de Gandía, fue uno de los mejores impresores de su tiempo. Aficionado a la lectura y al estudio, por los menesteres de su oficio, hizo sus primeras armas como escritor en El Correo Español, diario y más tarde rotativo, órgano del partido tradicionalista español.
Fue uno de los fundadores del primer Sindicato de Impresores de España, y por desavenencias doctrinales con su compañero Pablo Iglesias en la Junta de dicho organismo, se separó de dicha sociedad y pasó a ser regente de la imprenta de El Correo Español.
En las columnas de dicho rotativo y en varios periódicos y semanarios carlistas de España empleó el seudónimo de José del Boalar (en ocasiones, con el añadido de peregrino penitente). En sus artículos, Bonet y Arnau vertió una crítica mordaz y sangrienta contra el régimen y sus personas, siendo admiradas por los carlistas sus crónicas, repletas de imágenes poéticas. Fueron especialmente populares sus escritos publicados en la «Hoja de los jueves» de El Correo Español.
Durante la primera década del siglo xx, viajó por toda España, organizando las Juventudes Tradicionalistas y participando en mítines, reuniones, veladas y excursiones carlistas, especialmente en las regiones levantinas. En Andalucía organizó, entre otras, las Juventudes carlistas de Villacarrillo y Granada. En esta última ciudad fue además redactor del semanario carlista La Verdad.
Hacia 1913 aceptó la dirección de las escuelas que sostenía el Círculo jaimista de Benaguacil. Más tarde regresó a Madrid. Al cerrar El Correo Español en 1921, le ofrecieron entrar en la redacción de El Liberal, pero a pesar de sus estrecheces económicas, rechazó el puesto, negándose a colaborar con la prensa no católica. En 1922 se trasladó a Gandía, residiendo en las alquerías de Rafalcaid, y fue redactor de la Revista de Gandía, donde firmó sus escritos como El tío Pepe. También colaboró en el semanario jaimista de Valencia El Tradicionalista.
Según la Revista de Gandía, murió pobre y amparado únicamente bajo el techo del hospital de Gandía.